# Albert Pérez
Pour les articles homonymes, voir Pérez.
Albert Pérez Esteban né le 18 janvier 1995, est un joueur espagnol de hockey sur gazon. Il évolue au poste de gardien de but au Club Egara et avec l'équipe nationale espagnole.

## Carrière
Il a été appelé en équipe première en 2018 pour concourir à la Ligue professionnelle 2019.